# Bataille de Gabbard
Première guerre anglo-néerlandaise
Batailles
- Douvres
- Plymouth
- Elbe
- Kentish Knock
- Dungeness
- Portland
- Livourne
- Gabbard
- Schéveningue

La bataille de Gabbard s'est déroulée le 12 et 13 juin 1653 (2 et 3 juin selon le calendrier julien alors en usage en Angleterre), pendant la Première Guerre anglo-néerlandaise, dans la zone du Gabbard Bank, près de la côte du Suffolk. Elle a vu s'affronter les flottes du Commonwealth d'Angleterre et des Provinces-Unies,.

## Les forces en présence
La flotte anglaise était composée de 100 navires divisée en trois escadres. Elles étaient commandées par les amiraux Monck, Deane, Lawson et Penn et étaient composées des navires suivants :
Escadre rouge
- Providence 33[4]
- Adventure 40
- Tiger 40
- Phoenix 34
- Guinea 34
- Pelican 40
- Advice 42
- Diamond 42
- Sapphire 38
- Laurel 48
- Bear 46
- Sussex 46
- Marmaduke 42
- Violet 40

Escadre blanche
- Expedition 32
- Assurance 36
- Portsmouth 38
- Centurion 42
- Assistance 40
- Foresight 42
- Ruby 42

Escadre bleue
- Nonsuch 40
- Dragon 38
- President 40
- Amity 36
- Convertine 44
- Kentish 50
- Welcome 40

La flotte néerlandaise était commandée par le luitenant-admiraal Maarten Tromp et le vice-admiraal Witte de With, elle comprenait 98 navires.

## Déroulement de la bataille
Le 12 juin 1653, les Hollandais attaquèrent la flotte anglaise mais furent battus car les Anglais employèrent la tactique de la ligne de bataille. De ce fait les Hollandais payèrent un lourd tribut en tentant de prendre à l'abordage les navires britanniques. Ainsi la flotte néerlandaise, majoritairement constituée de navires légers, fut sévèrement endommagée et perdit deux navires.
Le lendemain 13 juin 1653, les Anglais furent renforcés par l'amiral Robert Blake. Malgré tout Tromp décida de retenter une attaque directe bien que ses navires soient presque à court de munitions. Cependant, une soudaine accalmie fit de ses navires une cible facile pour les canons anglais. Les Hollandais furent mis en déroute et les Anglais les poursuivirent jusque tard dans la soirée.

## Bilan
Quand la bataille prit fin la flotte hollandaise avait perdu 17 navires, dont six coulés les 11 autres ayant été capturés. Dans cette bataille, les Anglais ne perdirent aucun navire mais l'amiral Deane fut tué.
Du point de vue tactique, ce fut la pire défaite de l'histoire navale hollandaise après la bataille de Lowestoft. Du point de vue stratégique, ce fut un désastre pour les Hollandais. Cette victoire permit aux Anglais qui avaient repris le contrôle de la Manche à la bataille de Portland d'étendre leur mainmise à la mer du Nord.
Après la bataille, les Anglais furent en mesure d'imposer un blocus à la côte des Provinces-Unies, capturant les navires marchands et paralysant l'économie hollandaise. Afin de briser ce blocus les deux flottes se retrouvèrent à la bataille de Scheveningen.

## Source de la traduction
- (en) Cet article est partiellement ou en totalité issu de l’article de Wikipédia en anglais intitulé « Battle of the Gabbard » (voir la liste des auteurs).